# Veleposlaništvo Republike Slovenije na Madžarskem
Veleposlaništvo Republike Slovenije na Madžarskem (uradni naziv Veleposlaništvo Republike Slovenije Budimpešta, Madžarska) je diplomatsko-konzularno predstavništvo (veleposlaništvo) Republike Slovenije s sedežem v Budimpešti (Madžarska). 
Republika Slovenija je v Budimpešti svoje diplomatsko-konzularno predstavništvo odprla leta 1992. Na Madžarskem od leta 1998 deluje tudi Generalni Konzulat Republike Slovenije v Monoštru, ki ga trenutno vodi Metka Lajnšček.
Trenutni veleposlanik Republike Slovenije na Madžarskem je Anžej Frangeš.

## Veleposlaniki
- Anžej Frangeš (2025-danes)
- Marjan Cencen (2021-2025)
- Robert Kokalj (2017-2021)
- Ksenija Škrilec (2013-2017)
- Darja Bavdaž-Kuret (2009-2013)
- Ladislav Lipič (2006-2008)
- Andrej Gerenčer (2002-2006)
- Ida Močivnik (1998-2002)

## Aktualen seznam diplomatov
- Simon Konobelj (namestnik veleposlanika)
- Jana Strgar
- Igor Lakota